# Кривальчук Іван Анатолійович
Іва́н Анато́лійович Кривальчу́к — старший солдат Державної прикордонної служби України, учасник російсько-української війни, що відзначився під час російського вторгнення в Україну. Герой України (2025).

## Життєпис
Народився у с. Борщівка Ковельського району Волинської області. Навчався у Луцькому училищі будівництва і архітектури.
У жовтні 2009 року був призваний на строкову службу. Протягом 2015—2016 років брав активну участь в антитерористичній операції на сході України.
З початком російського вторгнення в Україну повернувся у Держприкордонслужбу, служить у складі Луцького прикордонного загону. Обороняв ділянку українсько-білоруського кордону. У 2023 році виконував бойові завдання на Волноваському напрямку. А з січня 2024 року тримав оборону біля с. Новомихайлівка на мар'їнському напрямку. Під час одного з боїв йому довелося самотужки утримувати позицію під час штурмів, на той момент Іван Кривальчук уже був поранений, час від часу непритомнів, але вів вогонь. Прикордонник знищив чимало живої сили противника та ворожої техніки. Також боєць зміг вивести поранених бійців з майже оточеної росіянами позиції і врятував не одне життя.
У бою зазнав важкого поранення голови, тому станом на початок 2025 року перебуває на лікуванні та реабілітації.

## Нагороди
- Звання Герой України з врученням ордена «Золота Зірка» (20 січня 2025) — за особисту мужність і героїзм, виявлені у захисті державного суверенітету та територіальної цілісності України, самовіддане служіння Українському народові[3].